# 国立病院機構村山医療センター
独立行政法人国立病院機構村山医療センター（どくりつぎょうせいほうじんこくりつびょういんきこうむらやまいりょうセンター）は、東京都武蔵村山市にある医療機関。独立行政法人国立病院機構が運営する病院である。旧国立療養所村山病院。政策医療分野における骨・運動器疾患の高度専門医療施設（準ナショナルセンター）、神経・筋疾患の基幹医療施設、長寿医療の専門医療施設である。

## 沿革
- 1941年 陸軍病院として創設
- 1945年 陸軍解体により厚生省へ移管、12月1日、国立村山病院となる
- 1947年 国立療養所村山病院と改称
- 1954年 国立村山療養所と改称
- 1974年 国立療養所村山病院と改称
- 1995年 附属看護学校が国立王子病院(現・国立病院機構災害医療センター) 附属看護学校と統合
- 2004年 独立行政法人へ移行、独立行政法人国立病院機構村山医療センターと改称

## 診療科
整形外科
リハビリテーション科
外科
内科等

## 交通アクセス
- 西武拝島線玉川上水駅から立川バス村山団地行で「学園」下車、徒歩8分。